# Низовська земля
Низовська земля. — Так називалася Ростово-Суздальська земля нижче гирла р. Мологи, переважно новгородцями, згідно з географічним розміщенням цієї країни стосовно Новгорода. Зі слів новгородців, так називали цю землю і московські /князі. В 1169 р. Низовська земля поблизу Торжка мала кордон з областю Новгородською, у колишній Калузькій губернії — з князівством смоленським, в Тульській губернії — з в'ятичами та Рязанню, у Нижегородській та Владимирській — з землями муромськими. На схід, де крайнім пунктом Низовської землі було м. Радилів (Городець Волзький), її кордоном були землі мордовських племен. Столицею володарів Низовської землі спочатку був Ростов, потім Суздаль, головною сторожовою твердинею — Нижній Новгород.

## У титулах
Василій III, великий князь Московський з 1505 по 1533
Божием благословением, Мы, Великий Государь Василий, Божиею милостию, Государь всея Руси и Великий Князь Владимирский, Московский, Новгородский, Псковский, Смоленский, Тверский, Югорский, Пермский, Вятский, Болгарский и иных, Государь и Великий Князь Новагорода Низовския земли, и Черниговский, и Рязанский, и Волоцкий, и Ржевский, и Белский, и Ростовский, и Ярославский, и Белоозерский, и Удорский, и Обдорский, и Кондийский, и иных.
Александр III, російський імператор з 1881 по 1894
Божиею поспешествующею милостию, Мы, Александр Третий, Император и Самодержец Всероссийский, Московский, Киевский, Владимирский, Новгородский, Царь Казанский, Царь Астраханский, Царь Польский, Царь Сибирский, Царь Херсониса Таврического, Царь Грузинский; Государь Псковский и Великий Князь Смоленский, Литовский, Волынский, Подольский и Финляндский; Князь Эстляндский, Лифляндский, Курляндский и Семигальский, Самогитский, Белостокский, Корельский, Тверский, Югорский, Пермский, Вятский, Болгарский и иных; Государь и Великий Князь Новагорода Низовския земли, Черниговский, Рязанский, Полотский, Ростовский, Ярославский, Белоозерский, Удорский, Обдорский, Кондийский, Витебский, Мстиславский и всея Северныя страны Повелитель, и Государь Иверския, Карталинския и Кабардинския земли и Армянския области, Черкасских и Горских Князей и иных наследный Государь и Обладатель, Государь Туркестанский, Наследник Норвежский, Герцог Шлезвиг-Голстинский, Стормарнский, Дитмарсенский и Ольденбургский и прочая, и прочая, и прочая.
Микола II
«Божиею поспе́шествующею милостию Николай Вторы́й, император и самодержец Всероссийский, Московский, Киевский, Владимирский, Новгородский; царь Казанский, царь Астраханский, царь Польский, царь Сибирский, царь Херсонеса Таврического, царь Грузинский; государь Псковский и великий князь Смоленский, Литовский, Волынский, Подольский и Финляндский; князь Эстляндский, Лифляндский, Курляндский и Семигальский, Самогитский, Белостокский, Корельский, Тверский, Югорский, Пермский, Вятский, Болгарский и иных; государь и великий князь Новагорода низовския земли́, Черниговский, Рязанский, Полотский, Ростовский, Ярославский, Белозерский, Удорский, Обдорский, Кондийский, Витебский, Мстиславский и всея Северныя страны́ повелитель; и государь Иверския, Карталинския и Кабардинския земли́ и области Арменския; Черкасских и Горских князей и иных наследный государь и обладатель, государь Туркестанский; наследник Норвежский, герцог Шлезвиг-Голштейнский, Стормарнский, Дитмарсенский и Ольденбургский и прочая, и прочая, и прочая».